# Isopachys borealis
Isopachys borealis — вид сцинкоподібних ящірок родини сцинкових (Scincidae). Мешкає в М'янмі і Таїланді.

## Поширення і екологія
Isopachys borealis мешкають в західному і центральному Таїланді та на південному сході М'янми, поблизу міста Молам'яйн в штаті Мон, а також, можливо, в Лаосі. Вони живуть на полях, ведуть риючий спосіб життя.